# Белокопытник гибридный
Белокопы́тник гибри́дный, или подбел гибридный (лат. Petasítes hýbridus) — многолетнее травянистое растение, наиболее известный вид из рода Белокопытник.

## Название
Названия на других языках: англ. Common Butterbur, Pestilence Wort, Bog Rhubarb, Devil's Hat, нем. Gewöhnliche Pestwurz, фин. Etelänruttojuuri, фр. Grand pétasite. В русском языке выделяют следующие региональные названия белокопытника лекарственного: маточник, гумный корень (Россия), крещена (Молдова) и подбил (Украина).

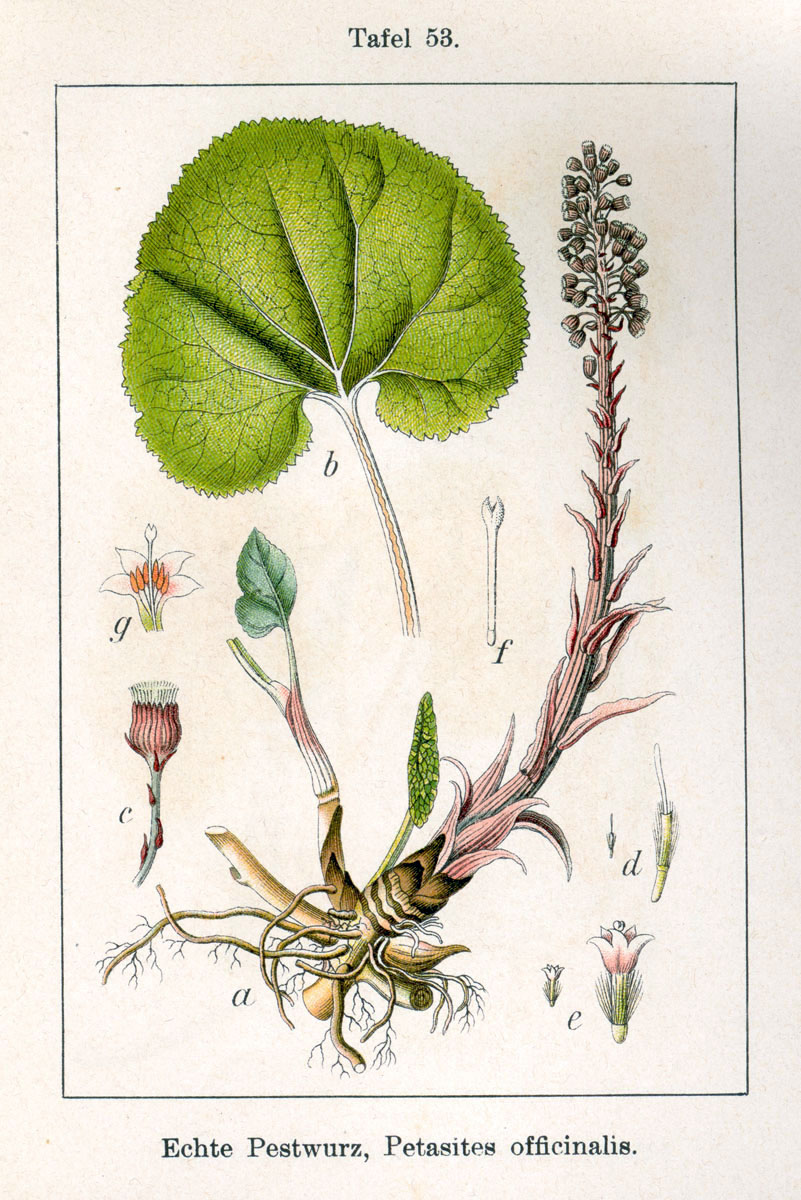
Белокопытник гибридный.

## Ботаническое описание
Высота взрослого растения — от 30 до 70 см.
Прикорневые листья обычно крупные, округло-почковидные, в основании с сердцевидной выемкой между лопастями, их ширина и длина обычно одинаковы и составляют 15—70 см; черешок достигает длины 120 см. Нижняя часть листа — серовато-опушённая.
Цветки красноватые, грязно-розовые. Корзинки в колосовидном или метельчатом соцветии, появляются рано весной, до распускания листьев. Соцветие сначала плотное, затем вытягивается в длинную кисть. Цветоносный стебель и густо покрывающие его чешуевидные листья зеленовато-свекольного цвета. В европейской части России цветёт в апреле-мае.

## Распространение
Белокопытник гибридный в диком виде встречается по всей Европе, а также в Турции и в районах с умеренным климатом в азиатской части России; кроме того, вид натурализовался в некоторых районах США. Он растет преимущественно на щелочных почвах по берегам водоёмов, в сырых лесных оврагах, в других влажных местах.
В окультуренном виде растение можно встретить по всему миру.

## Экология
Растение долголетнее, зимостойкое, холодостойкое, влаголюбивое и теневыносливое. Размножается семенами и вегетативно — корневищными черенками и частями куста. Семена быстро теряют всхожесть. Эфемерное растение, хорошо приспособившееся к северным условиям обитания. Цветоносы формируются при температуре воздуха 2—3 °С. Выдерживает весенние заморозки до —4 °С. Листовая масса не страдает от осенних заморозков до —7 С. Вегетационный период длится 60—65 дней. Растение опыляется насекомыми. Цветки охотно посещаются пчёлами.
Произрастает на почвах разного физико-механического состава, хорошо обеспеченных водой. На плодородных и хорошо удобренных почвах с близким расположением грунтовых вод и в районах обеспеченных осадками в летний период даёт высокие урожаи надземной массы. Прекрасно реагирует на весеннее внесение органических и минеральных удобрений.
Белокопытник гибридный — пищевое растение гусениц бабочки Buszkoiana capnodactylus.

## Химический состав
Зелёная трава на сухую массу содержит: 16,4 % протеина, 17,6 % золы, в том числе 3,1 % кальция, 5,9 % калия и 0,74 % фосфора. Также содержит 158 мг/кг каротина и 96 мг/100 г аскорбиновой кислоты. Корневища содержат петасин и пирролизидиновые алкалоиды.

## Значение и применение
Может использоваться на силос, зелёный корм и травяную муку. Зелёная масса в измельченном виде поедается овцами, козами и коровами. Хорошие кормовые достоинства вида связаны с повешенным содержанием протеина, зольных элементов, сахаров, каротина и аскорбиновой кислоты.
Отмечено поедание благородными и северными оленями, кабанами.
Особенности применения в садоводстве: Белокопытник гибридный, в отличие от некоторых других видов этого рода, успешно выносит сильное затенение.
|  |  |  |

## Классификация

### Таксономия[8]
Petasites hybridus 	(L.) G.Gaertn., B.Mey. & Scherb., 1802, Oekon. Fl. Wetterau 3(2): 184
Вид Белокопытник гибридный относится к роду Белокопытник семейства Астровые (Asteraceae) порядка Астроцветные (Asterales). Кладограмма в соответствии с Системой APG IV по состоянию на июнь 2023 года:
|  |                                      |  |                                   |                                   |                    |  | ещё 10 семейств | ещё 10 семейств |                        |  |                        |  | еще 21 подтвержденный и 12 в статусе "непроверенных" видов и инфравидовых таксонов | еще 21 подтвержденный и 12 в статусе "непроверенных" видов и инфравидовых таксонов |  |
|  |                                      |  |                                   |                                   |                    |  | ещё 10 семейств | ещё 10 семейств |                        |  |                        |  | еще 21 подтвержденный и 12 в статусе "непроверенных" видов и инфравидовых таксонов | еще 21 подтвержденный и 12 в статусе "непроверенных" видов и инфравидовых таксонов |  |
|  |                                      |  |                                   | порядок Астроцветные              |                    |  |                 |                 | род Белокопытник       |  |                        |  |                                                                                    |                                                                                    |  |
|  |                                      |  |                                   | порядок Астроцветные              |                    |  |                 |                 | род Белокопытник       |  | 2 инфравидовых таксона |  |                                                                                    |                                                                                    |  |
|  | отдел Цветковые, или Покрытосеменные |  |                                   |                                   | семейство Астровые |  |                 |                 | Белокопытник гибридный |  |                        |  |                                                                                    |                                                                                    |  |
|  | отдел Цветковые, или Покрытосеменные |  |                                   |                                   |                    |  |                 |                 |                        |  |                        |  |                                                                                    |                                                                                    |  |
|  |                                      |  | ещё 63 порядка цветковых растений | ещё 63 порядка цветковых растений |                    |  |                 | ещё 1787 родов  | ещё 1787 родов         |  |                        |  |                                                                                    |                                                                                    |  |
|  |                                      |  |                                   | ещё 63 порядка цветковых растений |                    |  |                 |                 | ещё 1787 родов         |  |                        |  |                                                                                    |                                                                                    |  |

### Инфравидовые таксоны
- Petasites hybridus subsp. hybridus
- Petasites hybridus subsp. ochroleucus  (Boiss. & A.Huet) ourek

### Синонимы
- Cineraria hybrida  (L.) Bernh.
- Petasites georgicus  Manden.
- Petasites hybridus subsp. georgicus  (Manden.) Toman
- Petasites officinalis  Moench  — Белокопытник лекарственный
- Petasites ovatus  Hill  — Белокопытник яйцевидный
- Petasites pratensis  Jord.
- Petasites vulgaris  Desf.  — Белокопытник обыкновенный
- Tussilago hybrida  L.  —  Мать-и-мачеха гибриднаяbasionym
- Tussilago petasites  L.